# Københavns Universitets Symfoniorkester
Københavns Universitets Symfoniorkester, også kaldet SymfUni, er et symfoniorkester tilknyttet Københavns Universitet. Orkesteret er baseret på Frederiksberg.

## Generelt
SymfUni blev grundlagt i 2007 af en gruppe studerende, og i dag består orkesteret af 60 musikere, som er studerende ved samtlige fakulteter på Københavns Universitet, en stor gruppe udvekslingsstuderende, og sågar studerende fra andre universiteter. SymfUni har haft samarbejdsprojekter med forskellige kor, og i foråret 2012 rejste orkesteret blandt andet til Holland for at opføre Niels W. Gades Elverskud med et hollandsk studenterkor fra Nijmegen. Orkesteret har endvidere deltaget i festivaler, senest European Student Orchestra Festival i april 2015 i Leuven, Belgien.

## Samarbejdsprojekter
SymfUni har en del erfaring med at spille sammen med andre ensembler med fokus på kor. I efteråret 2011 spillede orkestret for første gang sammen med to kor, Københavns Bachkor og Sankt Pauls Kammerkor. Under ledelse af Jan Scheerer fremførte man sammen Johannes Brahms' Ein deutsches Requiem bl.a. i Vor Frelsers Kirke i København. I foråret 2012 fik SymfUni besøg af Studentenkoor Alphons Diepenbrock, et hollandsk universitetskor fra Nijmegen, hvor de to ensembler opførte Antonin Dvoráks Te Deum og Niels W. Gades Elverskud i Trinitatis Kirke i København. Omkring to uger senere var SymfUni på genbesøg i Nijmegen, hvor man fremførte samme program. I april 2013 havde SymfUni besøg af et universitetsorkester fra Shanghai. Samarbejdet her gik ud på at have en prøve, hvor de to orkestre spillede et dansk og et kinesisk værk sammen, for derefter at fremføre musik for hinanden, bl.a. kinesisk musik på traditionelle instrumenter. I efteråret 2013 havde orkestret endnu et samarbejdsprojekt med et kor, den her gang med Universitätschor Dresden i Tyskland. Ved to koncerter i Dresden og København opførte man Lars-Erik Larsson Förklädd Gud, Felix Mendelssohn Vom Himmel Hoch og Ralph Vaughan Williams Fantasia on Christmas Carols.

## Repertoire
Orkesteret har spillet adskillige koncerter rundt i Europa med et bredt repertoire – fra Beethoven til Bizet.
Efteråret 2013 havde man et samarbejdsprojekt med Universitätschor Dresden, hvor man opførte blandt andet Förklädd Gud af Lars-Erik Larsson og "Vom Himmel hoch" af Felix Mendelssohn.
Foråret 2014 opførte orkesteret filmmusik, blandt andet "E.T. - Adventures on Earth" og "Raider's March" af John Williams.
Vinteren 2014 spillede orkesteret bland andet i Koncertkirken på Nørrebro . Repertorie var Aleksandr Borodins Polovtsian Dances, dele af Pjotr Tjajkovskijs Svanesøen og Sergej Rachmaninovs 2. klaverkoncert med Hugo Selles som solist.
Foråret 2015 opførte orkesteret blandt andet Aladdin Suite af Carl Nielsen og musik fra Friedrich Kuhlau's Elverhøj på Katholieke Universiteit Leuven, Belgien og i Vor Frelsers Kirke i København.

## Dirigenter
- 2007-2009 Frederik Støvring Olsen [7] [8]
- 2009-2010 Kristoffer Kaas [9]
- 2010-2013 Jan Scheerer [10]
- 2013- Peter Piotr Gasior [11]